# Estado de Haiderabade
O Estado de Haiderabade, ou Estado de Hiderabade (em inglês: Hyderabad State), ou Haiderabade do Decão (Hyderabad Deccan; em telugo: హైదరాబాద్ రాష్ట్రం; em urdu: ریاست حیدرآباد‎) foi um estado principesco da Índia britânica que existiu entre 1724 e 1948, situado no centro-sul do subcontinente indiano, com capital na cidade de Haiderabade. O seus territórios ocupavam o que são atualmente o estado indiano de Telanganá, a região de Haiderabade-Carnataca do estado de Carnataca e a região de Maratuadá do estado de Maarastra.

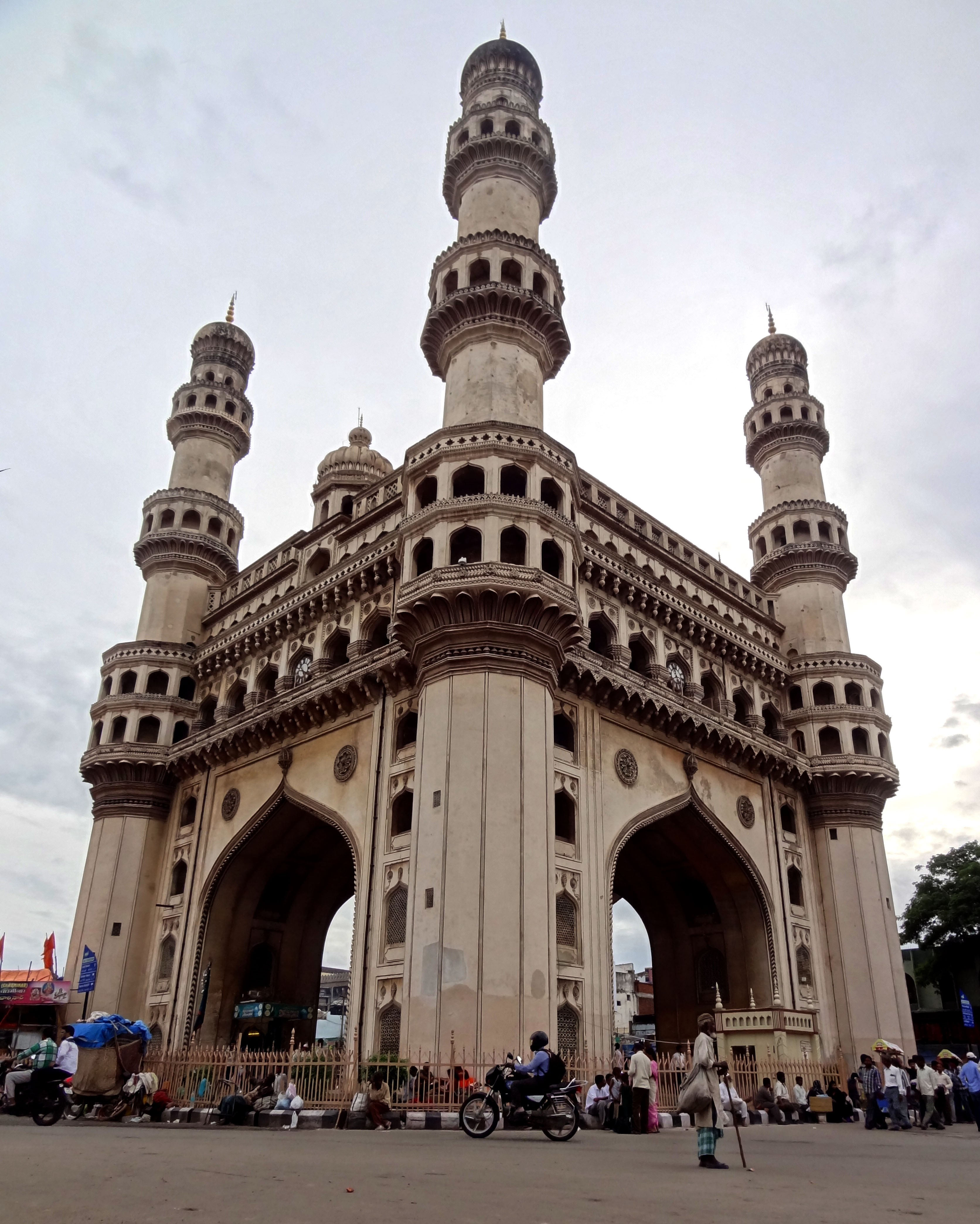
A mesquita Charminar, em Haiderabade

O título de nizã, usado pelos monarcas hereditários de Haiderabade, era inicialmente dado aos governadores do Decão no Império Mogol. O fundador do estado, Mir Camaradim Cã Sidiqui (Assafe Já I), foi um turco que foi governador ao serviço dos mogóis antes de declarar-se independente. Em 1798, Haiderabade tornou-se o primeiro estado principesco, ao assinar um acordo de proteção e vassalagem com o Império Britânico. Após a independência da Índia, o nizã assinou um acordo com o Domínio da Índia, pelo qual todas as relações políticas e administrativas do estado com a coroa britânica eram transferidas sem alterações para o governo indiano, mantendo-se o status quo de Haiderabade, nomeadamente a sua independência. Todavia, o acordo não foi cumprido por Haiderabade e as relações deterioraram-se rapidamente, principalmente quando foram formados os razacares, uma milícia privada que se opunha à integração na Índia e defendia a integração no Paquistão. Em 13 de setembro de 1948, os indianos lançaram a Operação Polo durante a qual o Estado de Haiderabade foi ocupado por tropas indianas. O comandante das tropas de Haiderabade rendeu-se no dia 18 desse mês. A anexação do estado principesco foi oficializada em 24 de novembro de 1949, quando foi oficialmente criado o estado indiano de Haiderabade. Por sua vez, este foi integrado no Andra Pradexe em 1956.
Embora os hindus fossem a maioria, também havia uma minoria significativa de muçulmanos. O Estado de Haiderabade foi um dos mais prósperos estados principescos indianos e a sua capital era uma das cinco maiores cidades da Índia britânica.